# Závislost na lécích
Závislost na lécích je forma závislosti na užívání léků (například na spaní, proti bolesti, depresi, nosních kapkách). Organismus si na úroveň dávky zvykne a proto jedním z příznaků je i postupně vyžadovaná větší dávka. Při dlouhodobém nadužívání pak převáží nežádoucí účinky. Způsobuje úzkost,stres,bolest.